# Nada Surf
Nada Surf (транср. Нада серф) је америчка музичка група из Њујорка. Основана је 1992. године и у њеној музици се као најзначајнији жанр истиче алтернативни рок. 

## Чланови

### Садашњи
- Метју Коус — вокал, гитара
- Данијел Лорка — бас гитара, пратећи вокал
- Ајра Елиот — бубањ
- Даг Гилард — гитара, пратећи вокал

### Бивши
- Арон Конте — бубањ

## Дискографија

### Студијски албуми
- (1996)
- (1998)
- (2002)
- (2005)
- (2008)
- (2010)
- (2012)
- (2016)
- (2020)

### издања
- (1996)